# Municipio de Joachim
El municipio de Joachim (en inglés: Joachim Township) es un municipio ubicado en el condado de Jefferson en el estado estadounidense de Misuri. En el año 2010 tenía una población de 18838 habitantes y una densidad poblacional de 117,97 personas por km².

## Geografía
El municipio de Joachim se encuentra ubicado en las coordenadas 38°15′38″N 90°27′7″O / 38.26056, -90.45194. Según la Oficina del Censo de los Estados Unidos, el municipio tiene una superficie total de 159.69 km², de la cual 156.66 km² corresponden a tierra firme y (1.89%) 3.03 km² es agua.

## Demografía
Según el censo de 2010, había 18838 personas residiendo en el municipio de Joachim. La densidad de población era de 117,97 hab./km². De los 18838 habitantes, el municipio de Joachim estaba compuesto por el 96.76% blancos, el 0.85% eran afroamericanos, el 0.31% eran amerindios, el 0.47% eran asiáticos, el 0.02% eran isleños del Pacífico, el 0.21% eran de otras razas y el 1.37% pertenecían a dos o más razas. Del total de la población el 1.08% eran hispanos o latinos de cualquier raza.